# Georg Binder (Lehrer)
Georg Binder (* um 1495 in Zürich; † 17. Juli 1545 ebenda) war ein Schweizer Lehrer, Theaterschaffender und Übersetzer.

## Leben

### Familie und Werdegang
Georg Binder war der Sohn des Nadelmachers Hans Binder.
Er studierte in der Zeit von 1513 bis 1519 an der Universität Wien bei Joachim Vadian; seine Kommilitonen in Wien waren unter anderem Rudolf Collinus und Konrad Grebel, der spätere Mitbegründer der Täuferbewegung. Joachim Vadian machte ihn mit dem reformatorischen Gedankengut vertraut und er war einer der ersten, die Martin Luthers Schriften in die Eidgenossenschaft brachten.
Nach seiner Rückkehr nach Zürich wurde er 1519 auf Vorschlag des Antistes Huldrych Zwingli als Nachfolger von Oswald Myconius, der die Schulmeisterstelle an der Stiftsschule in Luzern angenommen hatte, Schulmeister an der Lateinschule des Grossmünsterstiftes und lehrte dort bis 1543 Latein und Griechisch; in dieser Zeit wurde er 1524 Grossmünsterchorherr sowie zeitweise Rektor der Lateinschule. Zu seinen Schülern gehörte unter anderem der spätere Reformator Johannes Haller.
1543 trat er aus gesundheitlichen Gründen von seinem Lehramt zurück und erhielt eine Chorherrenpfründe als Ruhegehalt.

### Gesellschaftliches und schriftstellerisches Wirken
Georg Binder war ein Anhänger Huldrych Zwinglis und nahm 1522 am Zürcher Fastenbrechen teil.
Er beteiligte sich an der Abfassung des Protokolls der 2. Zürcher Disputation vom 26. bis 28. Oktober 1523, das Ludwig Hätzer als Acta oder Geschicht, wie es uff dem Gesprech […] in der christenlichen Statt Zürich […] ergangen ist. Anbetreffend die Götzen und die Mess editierte (siehe auch Reformatorischer Bildersturm#Schweiz). Georg Binder übersetzte auch mehrere Reformatorenschriften ins Deutsche, unter anderem 1525 mehrere Schriften zur Abendmahlsfrage.
Besonders verdient machte er sich um das Schultheater: Als Leiter des Schultheaters übte er mit den Schülern lateinische und griechische Komödien ein und spielte am 1. Januar 1531 im Plutos von Aristophanes, dessen Prolog von Rudolf Collinus verfasst war, selbst mit; Rudolf Ambühl war der Dichter des Vorspruchs. Huldrych Zwingli, der die Begleitmusik für die Chöre komponiert hatte, war hierbei anwesend ... der fromme Mann weinte vor Freuden. Als Darsteller traten der Zürcher Humanist Johannes Fries, der Arzt Christoph Klauser († 1552), Leonhard Hospinian (1505–1564) und der damals vierzehnjährige Conrad Gessner auf.
1530 übersetzte und bearbeitete er das lateinische Schuldrama Acolastus, das Gleichnis vom verlorenen Sohn, von Wilhelm Gnaphaeus und führte es Neujahr 1535 mit seinen Schülern auf. Zu den Erweiterungen gehörten die Szenen der Bewirtung des Heimgekehrten, der Mutter und die Versöhnung mit dem älteren Bruder. Das Stück wurde wiederholt aufgeführt (unter anderem 1543 und 1560 in Solothurn, 1627 in Steckborn) und selbst wiederum bearbeitet, so hatte seine freie Übersetzung auch eine bedeutende Nachwirkung; das Stück Das Spiel von dem verlorenen Sohn von Jörg Wickram wurde 1540 dadurch angeregt. Auch Wolfgang Schmeltzl bearbeitete das Stück 1545. Die Form, in lyrisch bewegten Stellen Halbverse zu zwei Hebungen einzusetzen, wurde bis ins 17. Jahrhundert vielfach nachgeahmt.
Weiterhin inszenierte er Komödien von Aristophanes und Terenz.

## Schriften (Auswahl)
- Ulrich Zwingli; Georg Binder: Naachhut von dem Nachtmal oder Dancksagung Christi. Zürich: Hager, 1525.
- Ulrich Zwingli; Georg Binder: Epistel oder sandtbrieff Huldrych zuinglis von des Herren nachtmal. Zürich: Hager, 1525.
- Wilhelm Gnaphaeus: Georg Binder: Acolastus. Ein Comoedia vonn dem verlornen Sun, Luce am XV. verteüscht vnd gehalten zu Zürich im jar MDXXXV. 1536.